# Hans Böhm (Musikwissenschaftler)
Edwin Martin Johannes „Hans“ Böhm (* 17. Juli 1909 in Struppen; † 26. Dezember 1999 in Dresden) war ein deutscher Musikwissenschaftler, Musikkritiker und Publizist.

## Leben
Böhm, Sohn eines Pfarrers, besuchte das Realgymnasium in Pirna und die Landesschule in Dresden. Nach dem Abitur studierte er von 1929 bis 1935 in Greifswald Musikwissenschaften, Geschichte und Philosophie und legte 1936 in Leipzig sein philologisches Staatsexamen ab. In dieser Zeit entstanden auch seine ersten Musikkritiken für den Pirnaer Anzeiger und die Dresdner Neuesten Nachrichten. Bis zum Ausbruch des Zweiten Weltkriegs war er in Dresden im Höheren Schuldienst tätig.
Nach Einsatz als Soldat und sowjetischer Kriegsgefangenschaft kehrte er erst im Juli 1950 nach Dresden zurück. Hier arbeitete Böhm als freischaffender Musikkritiker für zahlreiche Zeitungen und Zeitschriften im In- und Ausland und war hauptamtlicher Musikkritiker der Dresdner Tageszeitung Die Union. Zwischen 1954 und 1959 lehrte er zudem als Dozent für Musikgeschichte an der Dresdner Hochschule für Musik und war Vorstandsmitglied des Komponistenverbandes der DDR.
Publikationen von Hans Böhm wurden in über 55 Tages- und Fachzeitschriften der DDR, der Bundesrepublik, der ČSSR, der Sowjetunion, in der Schweiz, Schweden, Bulgarien und Rumänien veröffentlicht. Insgesamt verfasste er über 14.000 Veröffentlichungen zu klassischen Konzerten und Aufführungen aller wichtigen Dresdner Musikeinrichtungen und Klangkörper und wurde so zu einem geschätzten und sachkundigen Musikkritiker der DDR.
Anerkennung erwarb er sich durch seine mutigen Stellungnahmen zu musikalischen Themen, selbst wenn diese der offiziellen politischen Linie widersprachen. So kritisierte er die Benachteiligung Dresdens gegenüber Ost-Berlin und setzte sich bereits in den 1950er und 1960er Jahren beharrlich für den Wiederaufbau der Semperoper ein. Auch vor heftiger Kritik an einem der SED angehörenden Chefdirigenten der Dresdner Philharmonie, dem Böhms unverblümte Art der Berichterstattung nicht gefiel, scheute er nicht zurück.
Böhm verstarb am zweiten Weihnachtsfeiertag des Jahres 1999 in seiner Heimatstadt Dresden. Sein Nachlass befindet sich in der Sächsischen Landesbibliothek – Staats- und Universitätsbibliothek Dresden. Am 1. Juli 2004 erfolgte ihm zu Ehren die Umbenennung der Nicodéstraße im Stadtteil Blasewitz in Hans-Böhm-Straße.